# 9618 Johncleese
9618 Johncleese là một tiểu hành tinh vành đai chính ở vành đai tiểu hành tinh giữa Sao Hỏa và Sao Mộc.